# Konstytucja Chińskiej Republiki Ludowej
Konstytucja Chińskiej Republiki Ludowej (chiń. upr. 中华人民共和国宪法; pinyin Zhōnghuá Rénmín Gònghéguó Xiànfǎ) – podstawa i najwyższy akt prawny systemu prawnego Chińskiej Republiki Ludowej. Obecnie obowiązująca wersja konstytucji została uchwalona przez Ogólnochińskie Zgromadzenie Przedstawicieli Ludowych 4 grudnia 1982 roku. Uzupełnia ją pięć nowelizacji z 12 kwietnia 1988, 29 marca 1993, 15 marca 1999, 14 marca 2004 i 11 marca 2018

## Historia konstytucji ChRL

### Wspólny program Ludowej Politycznej Rady Konsultatywnej Chin z 1949
Pierwszym dokumentem o charakterze tymczasowej ustawy zasadniczej był wspólny program Ludowej Politycznej Rady Konsultatywnej Chin, przyjęty podczas I sesji tego organu w Pekinie w dniach 21–30 września 1949 i wszedł w życie wraz z utworzeniem ChRL 1 października 1949. Wprowadzała ona w kraju ustrój socjalistyczny, oparty na dyktaturze proletariatu i centralizmie demokratycznym. Najwyższym organem władzy państwowej ustanowiona została Centralna Ludowa Rada Rządowa, której podlegały m.in. siły zbrojne i sądownictwo. Funkcje parlamentu pełniła Ludowa Polityczna Konferencja Konsultatywna Chin.

### Konstytucja z 20 września 1954
W styczniu 1953 Centralna Ludowa Rada Rządowa rozpoczęła prace nad projektem konstytucji ChRL. 14 czerwca 1954 ogłoszono jej ostateczny projekt. W okresie pomiędzy majem a sierpniem 1954 w drodze wielostopniowych wyborów utworzono nowy parlament – Ogólnochińskie Zgromadzenie Przedstawicieli Ludowych, które na swojej pierwszej sesji 20 września 1954 przyjęło proponowany projekt konstytucji.
Konstytucja z 1954 sankcjonowała przewodnią rolę KPCh i sojusz z ZSRR i innymi państwami socjalistycznymi. Najwyższym organem władzy państwowej stało się OZPL, a zwłaszcza jego Stały Komitet. Utworzone zostało także stanowisko Przewodniczącego ChRL.
Konstytucja wprowadzała także formalną niezawisłość sądów, wykluczając je spod władzy zgromadzeń ludowych.
Postanowienia konstytucji stały się jednak bardzo szybko jedynie prawami spisanymi na papierze, co uwidoczniła już kampania przeciwko prawicowcom w latach 1957–1958. Po rozpoczęciu w 1966 rewolucji kulturalnej konstytucja stała się fikcją prawną.

### Konstytucja z 1975
W czerwcu 1970 Mao Zedong powołał Komisję Konstytucyjną (na której czele sam stanął), która miała przygotować projekt nowej konstytucji. Projekt był już gotowy i został zatwierdzony już we wrześniu tego samego roku. Zawirowania polityczne na szczytach władzy (eliminacja Lin Biao) spowodowały jednak opóźnienie prac nad nową konstytucją. W sierpniu 1973 KC KPCh ogłosił nowy projekt konstytucji. Dla formalnego jej zatwierdzenia zwołano w lipcu 1974, po raz pierwszy od 9 lat, OZPL. Konstytucja została ostatecznie przyjęta na plenum KC KPCh w dniach 8–10 stycznia 1975. Preambuła nowej konstytucji zawierała typowe slogany rewolucji kulturalnej, m.in. „zaostrzenie walki klas”, „bezwzględną rozprawę” z politycznymi przeciwnikami Mao i wezwanie do „obrony przed agresją” USA i ZSRR. Konstytucja wprowadzała szerokie kompetencje armii, której podporządkowano wewnętrzne siły bezpieczeństwa i uprawniono do walki z „działalnością wywrotową”. Wprowadzono komitety rewolucyjne, mające być terenowymi organami władzy wykonawczej oraz system zarządzanych przez państwo komun ludowych. Zniesione zostało stanowisko Przewodniczącego ChRL i drastycznie ograniczono kompetencje OZPL i jego członków (m.in. odbierając im immunitet i prawo składania interpelacji). Konstytucja sankcjonowała totalitarny system maoistowski. Znosiła prokuratury, powierzając ich funkcje organom służby bezpieczeństwa. Zniesiono jawność rozpraw sądowych, prawo oskarżonego do obrony, niezawisłość sądów i równość wobec prawa. Konstytucja wprowadzała również prawo do strajków, które de facto miało być usankcjonowaniem prawnym działań hunwejbinów.

### Konstytucja z 5 marca 1978
Po śmierci Mao Zedonga i aresztowaniu bandy czworga, w 1977 przystąpiono niezwłocznie do opracowywania projektu nowej konstytucji, która została przyjęta przez OZPL 5 marca 1978.
Konstytucja z 1978 była wyrazem linii politycznej reprezentowanej przez Hua Guofenga. Nie wprowadzała zasadniczo żadnych istotnych zmian, ograniczając się do wycięcia propagandowych sformułowań, m.in. z preambuły. Przywrócono niektóre postanowienia konstytucji z 1954, jak zasady poszanowania praw obywatelskich. Nie przywrócono jednak stanowiska Przewodniczącego ChRL czy kompetencji odebranych OZPL w 1975.
Przywrócone zostały prokuratury i niezawisłość sądów, jednak nie zrezygnowano ze zdobyczy rewolucji kulturalnej – komitetów rewolucyjnych, zarządzanych przez państwo komun ludowych i prawa do strajku. Konstytucja z 1978 przekazała kontrolę nad armią Przewodniczącemu KC KPCh.
Wraz z dojściem Deng Xiaopinga do władzy wprowadzono do konstytucji dwie nowelizacje (w 1979 i 1980), które m.in. znosiły komitety rewolucyjne. 28 kwietnia 1980 opublikowano projekt nowej konstytucji, którą w ogromnym stopniu oparto na konstytucji z 1954.

## Konstytucja Chińskiej Republiki Ludowej
Obecnie obowiązująca konstytucja została uchwalona przez V sesję OZPL dnia 4 grudnia 1982.
Składa się z 5 części:
- preambuła
- przepisy ogólne
- podstawowe prawa i obowiązki obywateli
- struktura państwa
- flaga, hymn, godło i stolica państwa.

Obowiązuje do dziś, wraz z pięcioma nowelizacjami:

### Nowelizacja z 12 kwietnia 1988
Przyjęta w 1988 nowelizacja uznała sektor prywatny za „uzupełnienie gospodarki opartej na systemie własności publicznej”. Dopuściła także możliwość obrotu prawem użytkowania gruntów.

### Nowelizacja z 29 marca 1993
Nowelizacja z 1993 wprowadziła do preambuły konstytucji zapis o „reformach i otwarciu” i „socjalizmie o chińskiej specyfice”. Stwierdzono także, że Chiny „znajdują się w początkowej fazie budowy socjalizmu”.
Nowelizacja ta odegrała niezwykle ważną rolę w rozwoju chińskiej gospodarki, gdyż wykreślała z konstytucji zapis o gospodarce planowej, zastępując ją „socjalistyczną gospodarką rynkową”. Zdjęto także obowiązek realizowania przez podmioty gospodarcze państwowych planów gospodarczych. Komuny i spółdzielnie ludowe zostały wyłączone z bezpośredniego zarządzania przez państwo i zorganizowane na zasadzie odpowiedzialności kontraktowej.
W preambule znalazł się również nowy zapis o „wielopartyjnym systemie współpracy i konsultacji” pod przewodnictwem KPCh.

### Nowelizacja z 15 marca 1999
Przyjęta w 1999 nowelizacja wprowadziła teorię Deng Xiaopinga jako ideologiczny drogowskaz dla partii i państwa. Stwierdzono w niej także, że budowa socjalizmu „będzie trwała przez długi czas”. Sektor prywatny przestał być „uzupełnieniem” gospodarki i stał się jej „ważną częścią składową”, wprowadzono też możliwość „różnych form własności”.
Po raz pierwszy znalazł się w konstytucji zapis o tym, że ChRL jest państwem prawa. Wykreślono też zapis o zwalczaniu przez państwo „działalności kontrrewolucyjnej”, zastępując go „działalnością zagrażającą bezpieczeństwu państwa”.

### Nowelizacja z 14 marca 2004
Nowelizacja z 2004 wprowadziła jako nowy drogowskaz ideologiczny Zasadę Trzech Reprezentacji i zapis o budowie „cywilizacji materialnej, politycznej i duchowej”. Wprowadzono konstytucyjną gwarancję nienaruszalności własności prywatnej i odszkodowań za mienie przejęte przez państwo. Przewiduje również stworzenie systemu zabezpieczenia społecznego. Do konstytucji wpisano zapis o obronie praw człowieka. Wprowadzono również poprawkę, która po 55 latach usankcjonowała Marsz Ochotników jako hymn państwowy.

## Postanowienia ogólne
Chińska Republika Ludowa jest socjalistycznym państwem prawa opartym na systemie demokratycznej dyktatury ludowej. Przewodnią rolę pełni Komunistyczna Partia Chin, która realizuje koncepcje socjalizmu o chińskiej specyfice i socjalistycznej modernizacji.
ChRL jest wielonarodowym państwem unitarnym, gwarantującym mniejszościom prawa do autonomii oraz rozwoju własnej kultury i języka. Konstytucja zabrania jakiejkolwiek dyskryminacji.
Postanowienie ogólne stwierdzają, że Tajwan jest nieodłączną częścią ChRL.
Suwerenem jest lud, który sprawuje władzę poprzez swoich przedstawicieli.
Podstawą ustroju gospodarczego jest socjalistyczna gospodarka rynkowa, podlegająca kontroli państwa. Zasoby naturalne i grunty są własnością państwa. Zakazany jest obrót prawem własności gruntów, dopuszczalny jest jedynie obrót prawem do ich użytkowania.
Konstytucja nakłada na państwo obowiązek ochrony środowiska, utrzymywania porządku publicznego i kontrolę urodzeń.
Konstytucja nakłada na władze obowiązek upowszechniania standardowego języka mandaryńskiego, jednak nie reguluje kwestii języka urzędowego.
W Chinach nie istnieje sądowa kontrola konstytucyjności prawa.